# Hassan Hasanzadeh Amoli
Pour les articles homonymes, voir Amoli.
Allameh Hassan Hasanzadeh Amoli, né le 10 février 1929 à proximité d'Amol dans le nord de l'Iran et mort le 25 septembre 2021 à Amol, est un philosophe et islamologue iranien.

## Biographie
Hassan Hassanzadeh Amoli est né en 1929 à Eera, à proximité d'Amol. Il a commencé des études de théologie et de « sciences islamiques » à Amol, avec comme professeurs des ayatollahs et cheikhs de cette ville, les a poursuivies à Téhéran dans les années 1950, puis s'est rendu en 1963 à Qom, où il a reçu entre autres l'enseignement de l'ayatollah Muhammad Husayn Tabataba'i. Il fait partie de cette nouvelle génération d'ayatollahs qui ont surmonté l'opposition des clercs traditionnels à des cours d'enseignement de la philosophie occidentale, dans le cursus de leurs élèves.
Hassan Hassanzadeh Amoli est devenu un des ayatollahs iraniens, reconnu en philosophie et gnose islamique. Il poursuit  des recherches en jurisprudence islamique, mais aussi en poésie et dans les sciences, notamment les mathématiques, l'astronomie et la médecine traditionnelle,.
En 2008, il est honoré de la plus haute récompense lors de la première édition du prix international Farabi de sciences islamiques et sociales.

### Sources bibliographiques
- (en) Mehrzad Boroujerdi, Iranian Intellectuals and the West : The Tormented Triumph of Nativism, Syracuse University Press, 1996, 256 p. (lire en ligne), « Clerical Subculture », p. 95.
- (en) Tehran Desk, « Farabi International Awards select winners », Tehran Times,‎ 27 janvier 2008 (lire en ligne).
- (en) Theodore Friend, Woman, Man, and God in Modern Islam, Wm. B. Eerdmans Publishing, 2012, 378 p. (lire en ligne), p. 201.
- (en) Bagher Larijani, Farzaneh Zahedi, Zeinab Poorzahbi, Samaneh Tirgar et Fatemeh Mirzaei, « Great Muslim scholars’ lifestyles as an approach to spiritual health: the views and practices of Ayatollah Hassan Zadeh Amoli », Iranian Journal of Medical Etics and History of Medecine (ijme), vol. 7, no 3,‎ 2014 (ISSN 2008-3041, lire en ligne).
- (en) Mirza Noorul Hasan Lucknowi, « 12 Points of Guidance from Ayatullah Hassanzadeh Amoli on Using Social Media », Islamic,‎ 10 août 2015 (lire en ligne).